# Lazare Hoche
Louis Lazare Hoche (ur. 25 lipca 1768 w Montreuil pod Wersalem (dzisiaj dzielnica Montreuil); zm. 18./19 września 1797 w Wetzlar) – francuski generał okresu rewolucji francuskiej, który przez swoje rozważne działanie przy tłumieniu insurekcji wendystów 1795 zyskał sobie przydomek "Pacificateur de la Vendée".

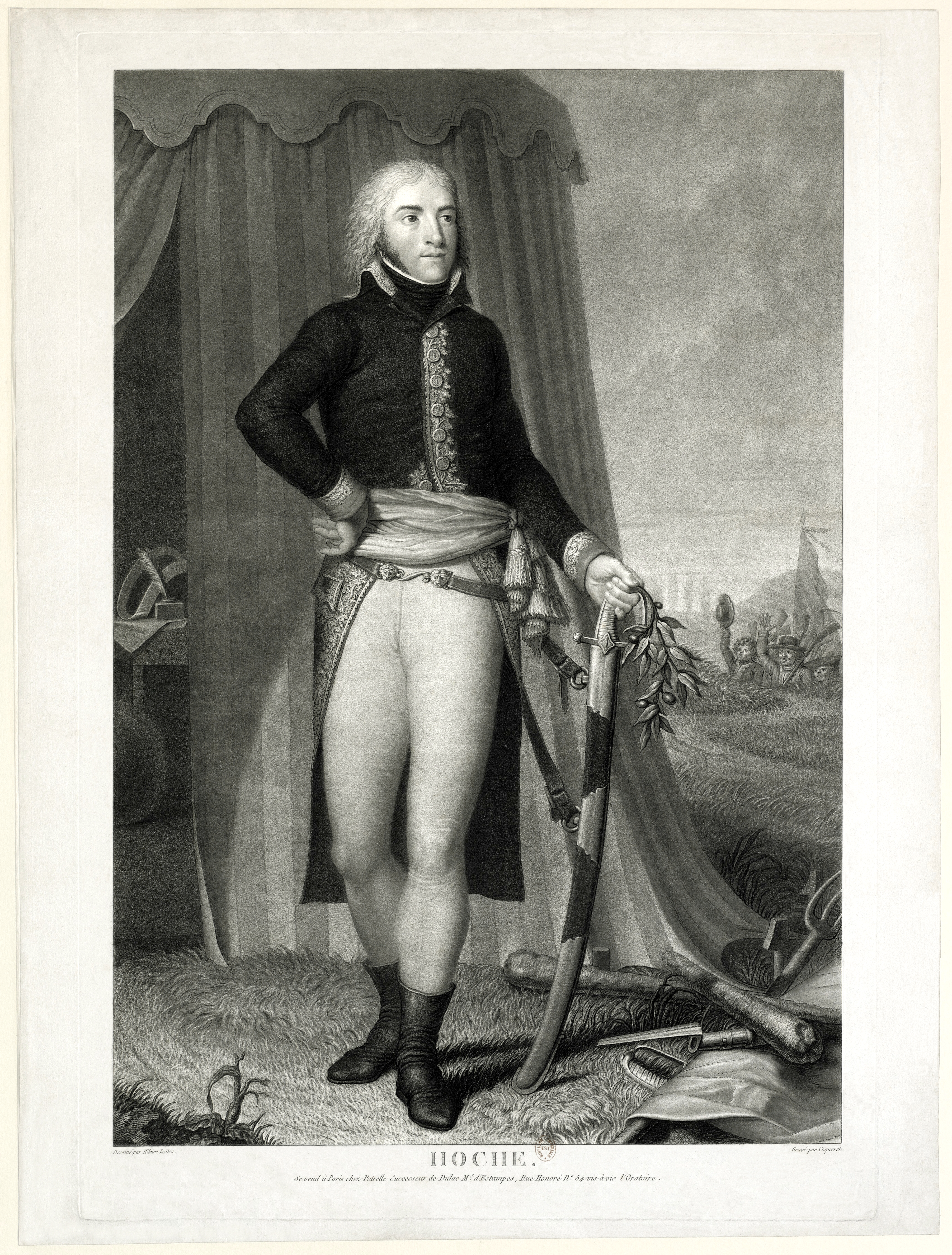
Gen. Lazare Hoche

Hoche był synem starego weterana wojskowego. W wieku 14 lat został stajennym w stajniach królewskich, a mając lat 16 wstąpił do pułku Gardes françaises. W momencie wybuchu rewolucji francuskiej był sierżantem. W 1792 awansował na stopień podporucznika. Szybko piął się po szczeblach kariery wojskowej. Od 15 lipca 1797 do 22 lipca 1797 piastował urząd ministra wojny Francji. Chory na gruźlicę płuc, zmarł nagle.

## Literatura
- Robert Garnier, Lazare Hoche ou l’honneur des armes, Paris 1986.
- Jochem Rudersdorf: Der letzte Feldzug des französischen Generals Lazare Hoche und das Ende des Koalitionskrieges 1797, w: Nassauische Annalen 109 (1998), S. 229-264.